# Jim Dobson
James Herold Dobson (Kanada, Manitoba, Winnipeg, 1960. február 29. –) profi jégkorongozó.

## Karrier
Komolyabb junior karrierje 1977-ben kezdődött az akkor még WCHL-es New Westminster Bruinsban. Ezzel a csapattal az 1978-as szezon végén megnyerte a Memorial-kupát. Ezután az új nevet viselő WHL-es Portland Winter Hawks csapatába került és itt két szezonon keresztül játszott. A második szezonban 66 gólt ütött és 134 pontot szerzett. Közben az 1979-es NHL-drafton a Minnesota North Stars kiválasztotta őt a az ötödik kör 90. helyén. 1980-ban egy mérkőzésen lépett jégre az NHL-ben. 1980–1981-ben a CHL-es Oklahoma City Starsban játszott egy fél idényt és ismét egy mérkőzésen játszhatott az NHL-ben. 1981–1982-ben hat mérkőzésnyi lehetőséget kapott az NHL-ben majd szerepelt a CHL-es Nashville South Starsban, a szintén CHL-es Fort Worth Texans és a szezon végén az NHL-es Colorado Rockieshoz került három mérkőzésre. A következő idényt a Birmingham South Starsban játszotta mely a CHL-ben szerepelt. 1983–1984-ben egy mérkőzésre az NHL-es Quebec Nordiqueshoz került majd leküldték az AHL-es Fredericton Expresshez. 1985–1986-ban a szintén AHL-es New Haven Nighthawksban játszott majd a szezon végén visszavonult.

## Díjai
- Ed Chynoweth-kupa: 1978
- Memorial-kupa: 1978
- WHL Első All-Star Csapat: 1980

## Edzői karrier
1987–1988-ban a WHL-es Seattle Thunderbirds edzője volt de a csapat gyengén szerepelt irányítása alatt.